# Terpna
Terpna är ett släkte av fjärilar. Terpna ingår i familjen mätare.

## Dottertaxa tillTerpna, i alfabetisk ordning[1]
- Terpna abraxas
- Terpna albicomitata
- Terpna almaria
- Terpna amplificata
- Terpna apicalis
- Terpna calautops
- Terpna costiflavens
- Terpna costistrigaria
- Terpna crocina
- Terpna davidaria
- Terpna decorata
- Terpna differens
- Terpna dorcada
- Terpna dorsocristata
- Terpna ectoxantha
- Terpna enthusiastes
- Terpna erionoma
- Terpna euclidiaria
- Terpna eucryphes
- Terpna eupines
- Terpna funebrosa
- Terpna furvirubens
- Terpna haemataria
- Terpna imitaria
- Terpna iterans
- Terpna leopardinata
- Terpna lepterythra
- Terpna leucomelanaria
- Terpna loncheres
- Terpna luteipes
- Terpna molleri
- Terpna neonoma
- Terpna niveata
- Terpna obtecta
- Terpna olivia
- Terpna onerosa
- Terpna ornataria
- Terpna pammiges
- Terpna pictaria
- Terpna pratti
- Terpna rubroviridata
- Terpna ruficoloraria
- Terpna ruficosta
- Terpna similis
- Terpna simplicior
- Terpna subalba
- Terpna subnubigosa
- Terpna subornata
- Terpna subtrita
- Terpna superans
- Terpna taiwana
- Terpna tenuilinea
- Terpna thyatiraria
- Terpna thyatiroides
- Terpna varicoloraria
- Terpna vigens
- Terpna vigil